# Philopterus microsomaticus
Espèce
Philopterus microsomaticus est une espèce de pou de la famille des Philopteridae, que l'on rencontre principalement sur les oiseaux.

## Première publication
BK Tandan, LII.—Mallophagan parasites from Indian birds. Part IV. Species belonging to the genera Philopterus, Capraiella and Pectinopygus (Superfamily Ischnocera), Journal of Natural History Series 12 Volume 8, Issue 90, p. 417-433 (1955) DOI 10.1080/00222935508656069